# استول (صربستان)
استول (به صربی: Stol) یک کوه در صربستان است که در Eastern Serbia واقع شده‌است. استول ۱٬۱۵۶ متر بالاتر از سطح دریا واقع شده‌است.